# Carl Shaeffer
Carl Edgel Shaeffer (Delphi, 25 ottobre 1924 – Delphi, 25 ottobre 1974) è stato un cestista statunitense, professionista nella NBA.